# Monségur (Landes)
Monségur ist eine französische Gemeinde mit 393 Einwohnern (Stand 1. Januar 2022) im Département Landes in der Region Nouvelle-Aquitaine (vor 2016: Aquitanien). Sie gehört zum Arrondissement Mont-de-Marsan und zum Kanton Chalosse Tursan.
Die Einwohner werden Monségurois und Monséguroises genannt.

## Geographie
Monségur liegt ca. 30 Kilometer südlich von Mont-de-Marsan in der Landschaft Chalosse der historischen Provinz Gascogne am südlichen Rand des Départements.
Umgeben wird Monségur von den Nachbargemeinden:
| Hagetmau        |                                             | Samadet |
| Lacrabe Morganx | Kompassrose, die auf Nachbargemeinden zeigt | Mant    |
|                 | Peyre                                       |         |

Monségur liegt im Einzugsgebiet des Flusses Adour.
Der Louts, ein Zufluss des Adour, durchquert das Gebiet der Gemeinde ebenso wie sein Zufluss,
- der Ruisseau de Grabe, der in Monségur entspringt, und seine Nebenflüsse,
  - der Ruisseau de Casseboué und
  - der Ruisseau d’Agès.

Der Larbin, ein Nebenfluss des Luy de France, bewässert ebenfalls das Gebiet der Gemeinde.

## Einwohnerentwicklung
Nach Beginn der Aufzeichnungen stieg die Einwohnerzahl bis zur Mitte des 19. Jahrhunderts auf einen Höchststand von rund 685. In der Folgezeit sank die Größe der Gemeinde bei kurzen Erholungsphasen bis zu den 1980er Jahren auf unter 300 Einwohner, bevor in den 1990er Jahren eine moderate Wachstumsphase einsetzte, die bis heute andauert.
| Jahr      | 1962 | 1968 | 1975 | 1982 | 1990 | 1999 | 2006 | 2010 | 2022 |
| --------- | ---- | ---- | ---- | ---- | ---- | ---- | ---- | ---- | ---- |
| Einwohner | 325  | 300  | 320  | 293  | 292  | 300  | 353  | 378  | 393  |

## Sehenswürdigkeiten

### PfarrkircheSaint-Laurent
Das Projekt der Restaurierung der früheren Kirche Saint-Martin, vorgeschlagen im Jahre 1890 vom Architekten Isidore Dandieu aus Saint-Cricq-Chalosse, wurde zugunsten eines vollständigen Neubaus abgelehnt. Dieser wurde in den Jahren 1894 und 1895 vom Unternehmer Lasserenne nach Plänen des Architekten V. Séron durchgeführt. Die neue Kirche wurde am 6. April 1895 eingeweiht. Das im neuromanischen Stil errichtete Gotteshaus besitzt drei Kirchenschiffe, die durch große Rundbögen getrennt sind, die auf viereckigen Pfeilern aus Werksteinen ruhen. Das Hauptschiff wird durch einen viereckigen Chor verlängert, der mit einem falschen Kreuzrippengewölbe aus gestattet ist und von zwei Sakristeien flankiert wird. Ein Drillingsfenster versorgt den Chor mit Licht. Im Westen erhebt sich der viereckige Glockenturm oberhalb der Vorhalle. Er ist mit einem oktogonalen, mit Schiefer gedeckten Helm ausgestattet. Die Fenster der Kirche sind rundbogenförmig. Die Kanten der Wände sind mit Verzahnungen aus Werkstein verziert.
Die Ausstattung der früheren Kirche Saint-Martin wurde beim Bau der neuen Kirche nicht wiederverwendet mit Ausnahme der Glocken, die 1827 bzw. 1860 entstanden waren. Das heutige Inventar wurde somit kurz nach der Fertigstellung der Bauarbeiten erworben. Die letzten bedeutenden Ausstattungsgegenstände bilden dreizehn Glasfenster des Glasmalers Jean Lesquibe (1910–1995) aus Anglet aus dem Jahre 1972. Sie ersetzten die Glasfenster des Glasmalers Despouys aus Hagetmau, die 1895 beim Bau eingesetzt worden waren und 1922 restauriert worden waren. Die symbolischen Motive heben sich vor einem vielfarbigen geometrischen Hintergrund hervor.

### Kapelle von Agès

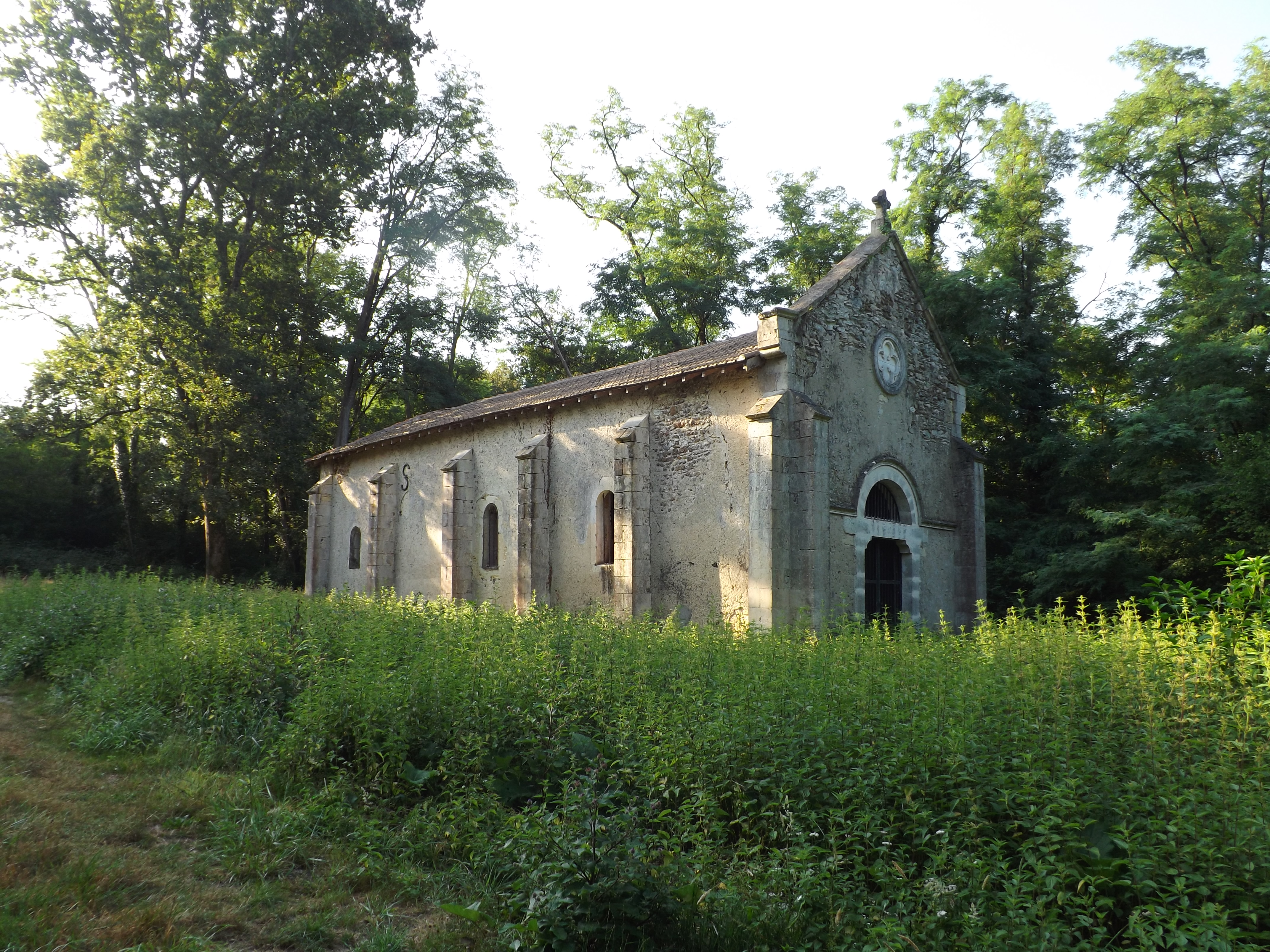
Kapelle von Agès

Von der ehemaligen Kapelle im Norden von Monségur sind heute nur die Wände, das Dach und Grabsteine übrig geblieben. Der Altar befindet sich jetzt in der Pfarrkirche von Cazalis. Die Kapelle gehörte ursprünglich zum Schloss von Agès. Die Grundherrenfamilie de Lataulade, einst Seigneurs von Monségur, sind hier bestattet.

### Branchen

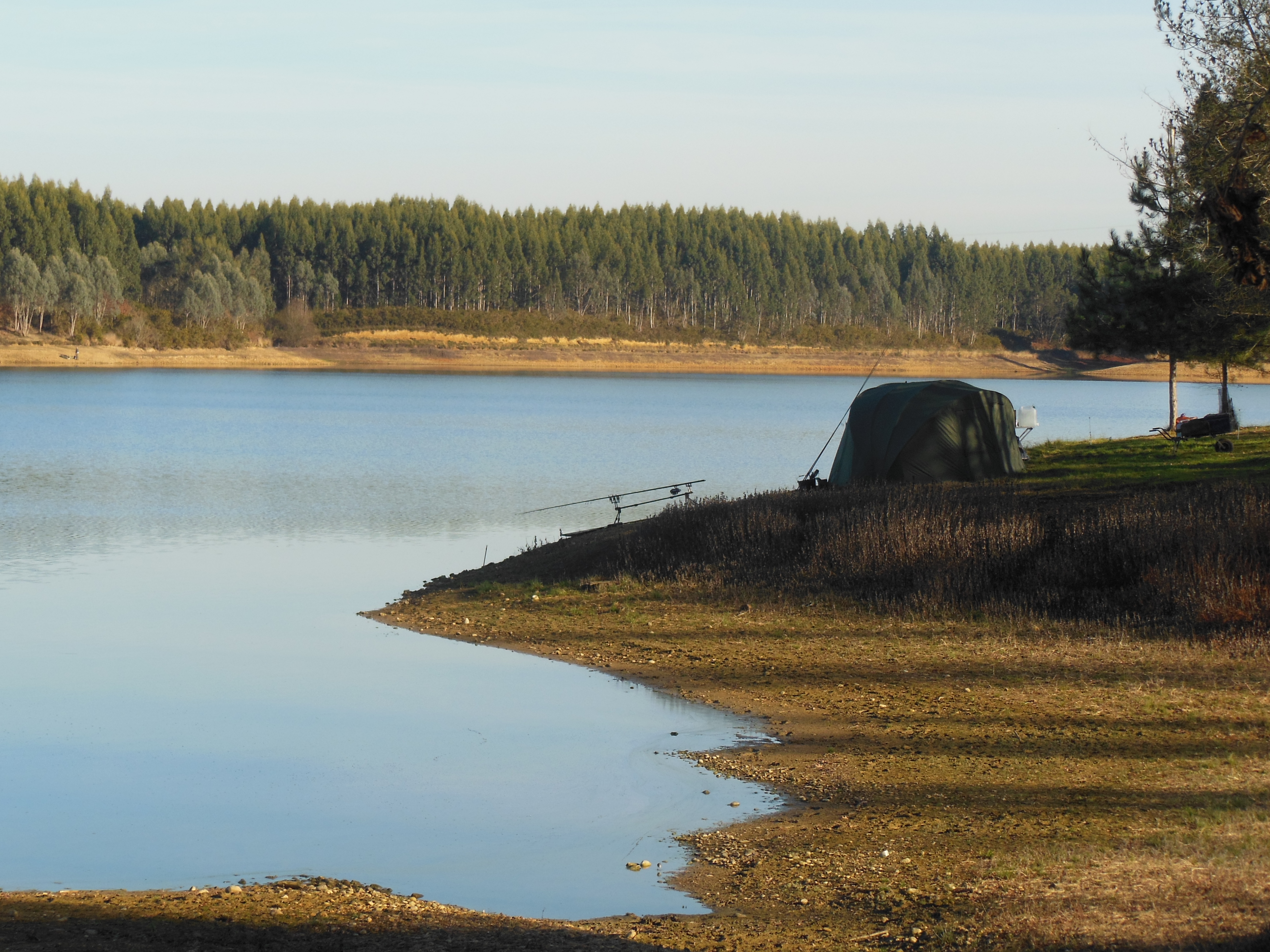
Lac d’Agès

### Schloss von Agès
Eine Grundherrschaft etablierte sich in Monségur im 19. Jahrhundert. Die Seigneurs entschlossen sich, auf einer Anhöhe an der Mündung Ruisseau de Grabe in den Louts ein leicht zu verteidigendes Schloss mit hohen runden und viereckigen Türmen zu errichten. Heute ist das Schloss in Privatbesitz und der Öffentlichkeit nicht zugänglich.

## Wirtschaft und Infrastruktur

### Bildung
Die Gemeinde verfügt über eine öffentliche Vorschule mit 43 Schülerinnen und Schülern im Schuljahr 2018/2019.

### Sport und Freizeit
Der Lac d’Agès an der Grenze zwischen Monségur und Hagetmau ist heute ein Stausee, der hauptsächlich durch den Ruisseau d’Agès gespeist wird. Seine Oberfläche beträgt 38 Hektar und sein fischreiches Wasser ist von einer bemerkenswert hohen Qualität. Ein leichter Rundweg mit einer Länge von 5,5 km führt um den See.